# Mike Pence
Michael Richard "Mike" Pence (født 7. juni 1959 i Columbus, Indiana) er en amerikansk politiker, og som var vicepræsident i USA fra 2017 til 2021. Før posten som vicepræsident var Pence den 50. guvernør for den amerikanske delstat Indiana. Han er medlem af det Republikanske parti.
Han blev født i Columbus, Indiana, og uddannede sig i jura ved Indiana University.

## Politisk karriere

### Tidlig politik
Fra 2000 til 2012 var han medlem af Repræsentanternes Hus for Republikanerne, hvor han førte en konservativ linje i afstemningerne, var fra 2009 til 2011 Republikanernes 3. næstformand i Huset.
Pence blev valgt til guvernør i Indiana den 6. november 2012 og overtog embedet den 4. januar 2013.

### USA's vicepræsident
Den 15. juli 2016 blev Pence udvalgt til vicepræsidentkandidat af Donald Trump. Da Trump vandt præsidentvalget i 2016, blev Pence den 20. januar 2017, kl. 12:00 vicepræsidenten af Amerikas Forenede Stater. Han sad i embedet indtil 20. januar 2021, hvor Kamala Harris blev udnævnt til vicepræsident.

### Kandidat til præsidentvalget 2024
Pence forsøgte at blive Republikanernes kandidat til præsidentvalget i USA 2024, men trak sig fra valgkampen 28. oktober 2023.